# ばからもん
もしかして
- ばらかもん

ではありませんか？